# Клапан дыхательный совмещённый
Клапан дыхательный совмещённый (КДС) — устройство для герметизации вертикального стального резервуара (РВС) и улавливания лёгких фракций углеводородов в результате рекуперации парогазовой смеси. КДС представляет собой совмещённый клапан из двух клапанных систем, рассчитанных на избыточное давление и вакуум.
Так как в результате закачки и опорожнения (т. н. большое дыхание) или температурных расширений жидкости (т. н. малое дыхание) возникают силы, способные разрушить резервуар, необходимо поддерживать в нём атмосферное давление. Однако использование открытых резервуаров приведёт к высокой потере лёгких нефтяных фракций и воздействию внешней среды на внутреннее пространство резервуара. Для этого были разработаны и используются дыхательные клапана. На возможный случай выхода из строя клапана на резервуаре устанавливается предохранительный клапан.